# 芸亭

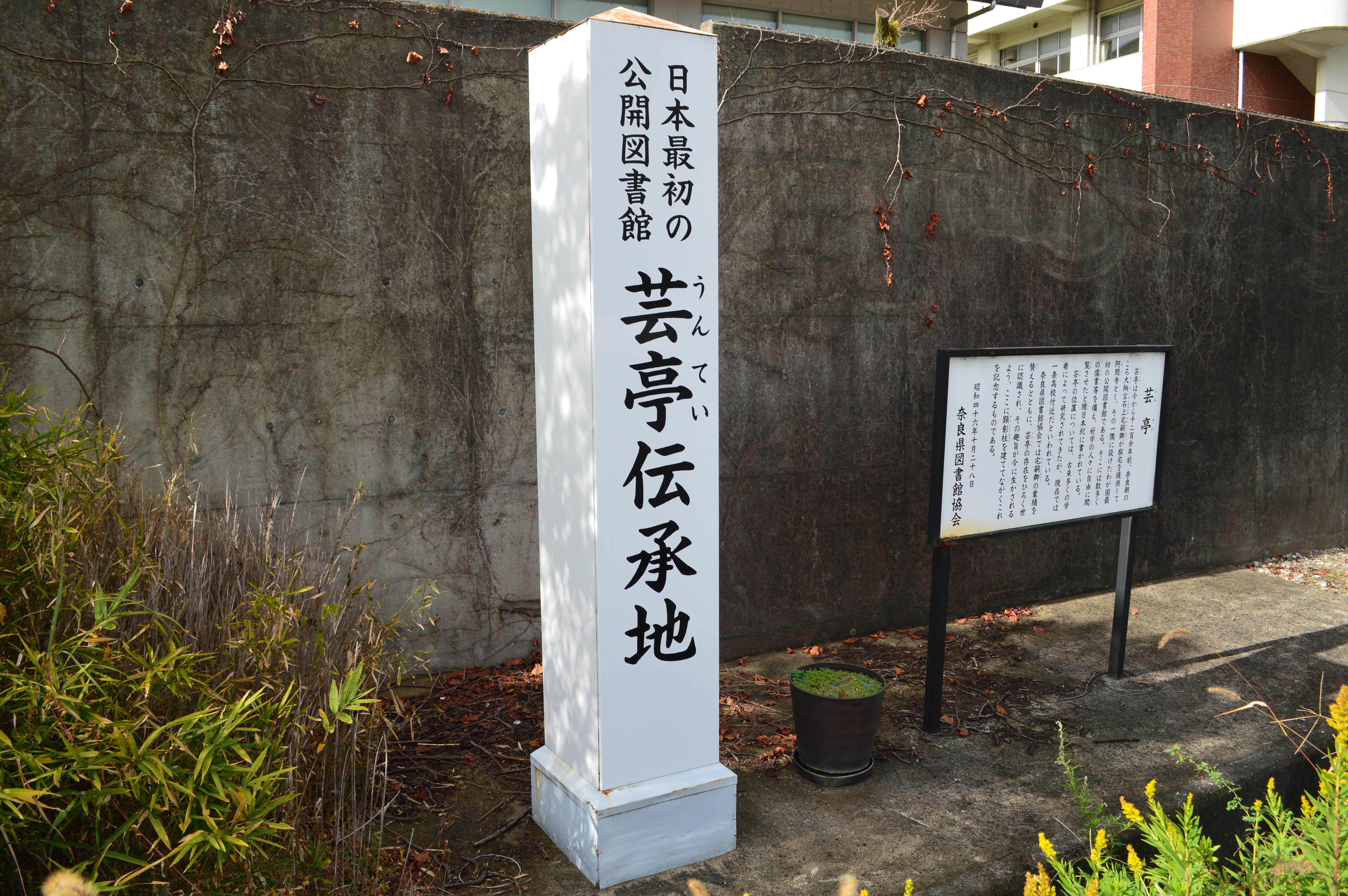
芸亭伝承地（奈良県奈良市法華寺町）

芸亭（うんてい）は、日本で最初の公開図書館とされている施設。奈良時代末期に有力貴族であった文人の石上宅嗣によって平城京（現在の奈良県奈良市）に設置された。芸亭院（うんていいん）ともいう。仏典と儒書が所蔵され、好学の徒が自由に閲覧することができた。9世紀初頭の天長年間まで存続していたとされる。

## 概要
古代の有力豪族であった物部氏の末裔である石上氏に生まれた宅嗣は、藤原仲麻呂討伐などで活躍をして大納言にまで昇る一方で当時を代表する知識人・文人であり、熱心な仏教信者でもあった。
晩年、自分の旧邸宅を阿閦寺（あしゅくじ）として改築した際に、敷地の一郭に古今の漢籍を中心とした書籍を収蔵し、希望者に閲覧を許可したのが始まりとされている。芸亭を創設したのは、儒仏一体の思想に基づいて仏教の妙諦を体得させることが目的であったという説がある。
閲覧者の中でも、一人の青年貴族賀陽豊年の勉強熱心さには宅嗣も感心して、宅嗣自らがその全知識を豊年に伝授したという話が伝わっている。このため、一種の教育機関としての側面も有していたとする見解も存在する。宅嗣は豊年を芸亭に招いて数年にわたり研究をさせている。
平安時代初期に編纂された歴史書『続日本紀』にある天応元年（781年）6月の宅嗣の死亡記事において、宅嗣の業績とともに芸亭の創設経緯を記した宅嗣の文章が転載されている。
これによって、宅嗣の仏教に対する深い信仰の念や芸亭の理念が窺えるとともに、続いて芸亭が現存している事を伝える記事が載っており、『続日本紀』が完成した延暦16年（797年）当時にはまだ芸亭が存続していた事が分かる。
だが、宅嗣の死から3年後にまず長岡京へ、次いで平安京への遷都が行われ、旧都となった平城京は寂れていった。また石上氏も宅嗣の死とともに、藤原氏などの他の有力貴族に押されて没落していった。恐らくはこうした時代の流れとともに、芸亭も荒廃・消滅の運命を辿ったものと考えられている。なお、天長5年（829年）に空海が綜芸種智院（しゅげいしゅちいん）を設置した際に書かれた「綜芸種智院式」の文中に、自分の学校の先駆として吉備真備の「二教院」とともに石上宅嗣の「芸亭院」を挙げたうえで、芸亭の現状を「始めありて終りなく、人去って跡あれたり」と記しており、この時には既に消滅していたことが窺える。また、光明皇后が建てたとする伝説のある寺院・阿閦寺は実は宅嗣の阿閦寺のことであるとされ、皇后ゆかりの法華寺の隣地に阿閦寺があったことから生じた伝説とされる。
現在の奈良市立一条高等学校の敷地内が芸亭の所在地と推定されており、同校内には碑文が立っている。

## 「芸」の字について
「芸」を「ウン」と読むのは常用漢字表にない読みであるが、間違いではない。園芸や芸術の芸（ゲイ）はかつて「藝」という字体であり、当用漢字表の公布によって字体が「芸」に改められた字である。「芸亭」の芸（ウン）は芸/藝（ゲイ）とは異なる系統の字であり、「くさぎる」（雑草を刈る）や「ヘンルーダ」（書物の虫を防ぐのに使う香草）の意味を持つ字である。したがって、芸（ウン）と芸/藝（ゲイ）は字形は全く同一であるが別の意味を持つ字（同形衝突）である。同様の例として、欠（欠=ケンと欠/缺=ケツ）や缶（缶=フと缶/罐=カン）などがある（新字体#既存の字との衝突を参照）。
一部の書籍では芸（ウン）の活字の草冠を「十」を横に二つ並べた4画で表現して芸/藝（ゲイ）と区別している。これは、芸/藝（ゲイ）は常用漢字であるが芸（ウン）は常用漢字ではないという考え方に基づくものであり、そのため草冠を常用漢字表に従わずに康熙字典に厳密に従って4画で表現し、芸（ウン）を芸/藝（ゲイ）と区別しようとしたものである。しかし、常用漢字表は字形と音訓のみを定め、字義を定めていないため、芸（ウン）が常用漢字にない字であると断定することはできない（常用漢字表にある字の、常用漢字表にない音訓である可能性も捨てきれない）。また、JIS X 0208では字形の同じ字は同じ文字コードで表すことになっているため、「芸」という字形の字は芸（ウン）と芸/藝（ゲイ）の両方を表し、互いに区別することはできない。
いずれにしても、芸（ウン）の草冠を4画で表現するのは芸（ウン）と芸/藝（ゲイ）をことさら区別しようという意図によるものであり、本来は単なる活字のデザイン差、手書きの書き癖の違い程度のものであるため、草冠の形の違いによって字が区別されることはない。

## 芸亭を主題とした作品
- 佃一可『孝謙女帝の遺言 芸亭図書館秘文書』（樹村房、2017年）[6]